# Корисні копалини Запорізької області
Корисні копалини Запорізької області - це корисні копалини в межах Запорізької області. Запорізька область має різноманітні корисні копалини: сировину для будівництва, підземні води, металеві родовища. Це сприяє розвитку в області підприємств гірничодобувної, металургійної, будівельної промисловості.

## Умови утворення
Запорізька область має корисні копалини, які вплинули на розвиток промисловості та економіки регіону та країни. У тектонічному відношенні територія Запорізька область розташована на двох великих тектонічних елементах: на Приазовському мегаблоці Українського щита та у межах Причорноморської западини. Така тектонічна будова території зумовлює розподіл родовищ корисних копалин різних типів утворення: рудні корисні копалини розташовані у північній частини області (Український щит), а газові - на півдні (Причорноморська западина).

## Основні види копалин
За даними «Інвестиційного атласу Запорізькій області» від Державної служби геології та надр України, мінерально-сировинна база Запорізькій області налічує 166  родовищ, з яких 66% є сировиною для будівництва
| Корисна копалина               | Родовища, ( у розробці) | Промислові запаси (розробляються) |
| Залізні руди                   | 8 (2)                   | 2,75 млрд т (429 млн т)           |
| Марганцеві руди                | 1 (1)                   | 1,57 млрд т (596 млн т)           |
| Апатитові руди                 | 1 (1)                   | 859 млн т (859 млн т)             |
| Графітові руди                 | 1 (0)                   | 2027 тис. т                       |
| Каолін                         | 3 (2)                   | 52 млн т (44 млн т)               |
| Сировина скляна                | 4 (1)                   | 24 млн т (14 млн т)               |
| Пісок формувальний             | 2 (1)                   | 62 млн т (23 млн т)               |
| Камінь будівельний             | 35 (14)                 | 970 млн м3 (484 млн м3)           |
| Камінь облицювальний           | 3 (2)                   | 12 млн м3 (4,5 млн м3)            |
| Пісок будівельний              | 15 (3)                  | 157 млн м3 (50 млн м3)            |
| Цегельно-черепична сировина    | 46 (6)                  | 116 млн м3 (58 млн м3)            |
| Питні й технічні підземні води | 20 (22 діл.)            | 316 тис. м3 / д (191 тис. м3 / д) |
| Мінеральні підземні води       | 10 (6)                  | 5,6 тис. м3 / д (2,5 тис. м3 / д) |

В Запорізькій області добувають такі види копалин:
- Апатити( Родовище— Новополтавське)[3];

- Газ (локація - Приазовське газове родовище) ;
- Залізні руди ( Приазовський залізорудний район, Білозерський залізорудний район -2,5 млрд т. [4]);
- Марганцеві руди (Велико-Токмацьке родовище);[5]
- Графіт[3]( родовища розташовані у Приазовському районі);
- Флюсові вапняки[3];
- Облицювальний камінь (родовище Янцівське у Запорізькій області);[3]
- Пісок (Пологівський та Оріхівський райони)[1];
- Стронцій (Єдине в Україні родовище стронцію — Новополтавське рідкіснометалічне)[4]

- Каоліни (у Пологівському районі)[4][6]
- Вапняки (район с. Біленьке).[1]